# عبء المرض
في عام 2006، أصدرت منظمة الصحة العالمية تقريراً تناول كمية الأمراض العالمية التي يمكن الوقاية منها عن طريق الحد من  خطر العوامل البيئية. وذكر التقرير أن ما يقرب من ربع العبء العالمي للأمراض وأكثر من ثلث العبء بين الأطفال كان بسبب عوامل بيئية معدلة. يعد عبء المرض «الوسيط بيئيًا» أعلى بكثير في البلدان النامية، باستثناء بعض الأمراض غير المعدية، مثل أمراض القلب والأوعية الدموية والسرطانات، حيث يكون العبء المرضي  للفرد أكبر في البلدان المتقدمة. كان نصيب الأطفال الاعلى بين الوفيات،  كل عام يوجد أكثر من 4 ملايين حالة وفاة بسبب العوامل البيئية،  يتركز معظمها في البلدان النامية. كما أن معدل وفيات الرضع الذي يعزى أسبابه لعوامل بيئية أعلى بمقدار 12 مرة في البلدان النامية.  كما أن  85 مرض من أصل 102 من الأمراض والإصابات الرئيسية التي صنفتها منظمة الصحة العالمية كانت بسبب عوامل بيئية.
لقياس التأثير البيئة على الصحة، تم تعريف البيئة على أنها «جميع العوامل الفيزيائية والكيميائية والبيولوجية لا دخل للإنسان فيها، وجميع السلوكيات  المتعلقة بها».
تعريف البيئة المعدلة يشتمل:
- تلوث الهواء والتربة والمياه بالعوامل الكيميائية أو البيولوجية
- الأشعة فوق البنفسجية وأيونية
- مجالات الضوضاء والكهرومغناطيسية
- البيئة العمرانية
- الطرق الزراعية وخطط الري
- تغير المناخ بصنع الإنسان وتدهور النظام
- الإيكولوجي
- المخاطر المهنية
- السلوكيات الافراد، مثل غسل اليدين وتلوث الطعام بسبب الماء غير صحي أو الأيدي القذرة

بعض العوامل البيئية استبعدت من هذا التعريف:
- دخان داخلي من استخدام الوقود الصلب.
- قيادة.
- الزئبق.
- تغير المناخ الطبيعي (على عكس تغير المناخ  الذي تسبب به الإنسان).
- الجسيمات المحمولة جوا أو المواد المسببة للسرطان.
- تلوث الهواء الخارجي.
- مشاكل الصرف الصحي والنظافة.
- الاذى المتسبب به المدخنين لغير المدخنين.
- الأشعة فوق البنفسجية الشمسية.